# Catharina Raudvere
Helena Catharina Raudvere, född den 10 juli 1960 i Kalmar, är en svensk religionshistoriker.
Hon disputerade i Lund 1993 på avhandlingen Föreställningar om maran i nordisk folktro. Efter att ha varit verksam vid Lunds universitet är hon sedan 2005 professor i religionshistoria vid universitet i Köpenhamn. Hennes forskning idag fokuserar på islam i Europa med särskild tonvikt på länderna på Balkan och Turkiet.

## Utmärkelser, ledamotskap och priser
- Ledamot av Kungliga Vitterhetsakademien (LHA, 2005)
- Ledamot av Vetenskapssocieteten i Lund (LVSL, 1996)[2]